# Nobuta wo Produce
Nobuta wo Produce (яп. 野ブタ。をプロデュース Нобута. о пуродю:су, в переводе на русский язык — «Продвижение Нобуты», «Продюсирование Нобуты») — японский телесериал (т. н. дорама).

## Сюжет
Трогательная история о том, как двое одноклассников в шутку решили помочь затюканной девушке Нобуко Котани (в дальнейшем они прозвали её Нобута — от яп. 豚 бута, свинья), только что переведенной в их класс, спастись от школьных унижений. С этого момента, сами того не понимая, ребята стали менять не только жизнь Нобуко, но и свои собственные.

## Роли
- Кадзуя Камэнаси — Сюдзи Киритани (яп. 桐谷修二)
- Томохиса Ямасита — Акира Кусано (яп. 草野彰)
- Маки Хорикита — Нобуко Котани (она же Нобута) (яп. 小谷信子)
- Эрика Тода — Марико Уэхара (яп. 上原真理子)
- Такаси Укадзи — Сатору Киритани
- Юто Накадзима — Кодзи Киритани
- Ёсинори Окада — Такэси Ёкояма
- Томоя Исии — Хироси Ёсида
- Кацуми Такахаси — Иппэй Хираяма
- Мари Нацуки — Ёко Сада
- Фумико Мидзута — Кодзуэ Бандо
- Сюнсукэ Дайто — Танигути
- Ханами Тадзима — Миса Иноуэ
- Акико — Нами Саэки
- Тому Суэтака — Тосиаки Кондо